# Pelle, nhà chinh phục
Pelle, nhà chinh phục (tiếng Đan Mạch: Pelle Erobreren; tiếng Thụy Điển: Pelle Erövraren) là một phim do Đan Mạch và Thụy Điển hợp tác sản xuất năm 1987. Phim này do Bille August đạo diễn, dựa trên tiểu thuyết nổi tiếng Pelle, Erobreren năm 1910 của nhà văn Đan Mạch Martin Andersen Nexø.

## Tóm tắt cốt truyện
Câu chuyện xảy ra vào cuối thế kỷ XIX. Một thuyền chở đầy các di dân từ Thụy Điển tới đảo Bornholm của Đan Mạch. Trong số này có Lasse và người con trai của ông ta là Pelle. Sau khi mẹ của Pelle chết, họ tới Đan Mạch để tìm việc làm. Họ được thâu nhận vào làm việc trong một nông trại lớn, nhưng cảm thấy mình bị phân biệt đối xử, coi khinh. Nhưng họ vẫn cố gắng nhẫn nhục làm việc để mong sẽ có một cuộc sống tốt hơn.

## Việc sản xuất
Phim dựa trên tiểu thuyết của nhà văn Martin Andersen Nexø. Kịch bản chuyển thể do Bille August, Per Olov Enquist, Janus Billeskov Jansen, Max Lundgren và Bjarne Reuter viết, với các diễn viên chính Max von Sydow, Erik Paaske, Björn Granath và Morten Jørgensen. Nhạc phim do Stefan Nilsson soạn.

## Các giải thưởng
Pelle the Conqueror đã đoạt các giải sau:
- Giải Oscar cho phim ngoại ngữ hay nhất (giải thứ hai liên tiếp của Đan Mạch, sau phim Babette's Feast)
- Giải Cành cọ vàng tại Liên hoan phim Cannes năm 1988
- Giải Quả cầu vàng cho phim ngoại ngữ hay nhất.
- Max von Sydow được đề cử cho giải Oscar cho nam diễn viên chính xuất sắc nhất (nhưng không đoạt giải).
- Phim cũng được đưa vào danh sách 1.000 phim hay nhất từ trước đến nay của nhật báo New York Times cùng năm (The New York Times Guide to the Best 1000 Movies Ever Made).